# 말레이시아 표준시
말레이시아 표준시(Time in Malaysia, Malaysian Standard Time, MST, 말레이어: Waktu Piawai Malaysia, WPM) 또는 말레이시아 시간(Malaysian Time, MYT)은 말레이시아에서 사용되는 표준시이다. 협정 세계시(UTC)보다 8시간 빠르다. 말레이시아는 일광 절약 시간을 준수하지 않는다.

## 역사
쿠알라룸푸르의 현지 평균시는 원래 GMT+06:46:46이었다. 말레이시아 반도에서는 1901년 1월 1일까지 이 현지 표준시를 사용하다가 싱가포르 표준시 GMT+06:55:25로 변경되었다. 이는 1905년에 GMT+07:00으로 변경되었다. 제2차 세계 대전이 끝나고 1963년 9월 16일 말레이시아가 형성될 때까지 영국 말레이 표준시(GMT+07:30)로 알려졌다. 1981년 12월 31일 현지 시간 2330시에 말레이시아 반도 사람들은 시계를 30분 앞으로 조정하여 1982년 1월 1일 현지 시간 00:00시가 되도록 했다. 이는 동말레이시아에서 사용되는 시간인 UTC+08:00과 일치한다. 싱가포르 표준시는 그 뒤를 이어 말레이시아와 같은 시간을 계속 사용하고 있다.